# Cruzilles-lès-Mépillat
Cruzilles-lès-Mépillat és un municipi francès situat al departament de l'Ain i a la regió d'Alvèrnia-Roine-Alps. L'any 2007 tenia 781 habitants.

## Demografia

### Població
El 2007 la població de fet de Cruzilles-lès-Mépillat era de 781 persones. Hi havia 291 famílies de les quals 54 eren unipersonals (35 homes vivint sols i 19 dones vivint soles), 105 parelles sense fills, 120 parelles amb fills i 12 famílies monoparentals amb fills.
La població ha evolucionat segons el següent gràfic:
Habitants censats

### Habitatges
El 2007 hi havia 319 habitatges, 294 eren l'habitatge principal de la família, 15 eren segones residències i 9 estaven desocupats. 315 eren cases i 3 eren apartaments. Dels 294 habitatges principals, 259 estaven ocupats pels seus propietaris, 34 estaven llogats i ocupats pels llogaters i 2 estaven cedits a títol gratuït; 10 tenien dues cambres, 35 en tenien tres, 77 en tenien quatre i 173 en tenien cinc o més. 250 habitatges disposaven pel capbaix d'una plaça de pàrquing. A 107 habitatges hi havia un automòbil i a 175 n'hi havia dos o més.

### Piràmide de població
La piràmide de població per edats i sexe el 2009 era:
| Homes | Edats   | Dones |
| ----- | ------- | ----- |
| 0     | 95 o +  | 0     |
| 0     | 90 a 94 | 0     |
| 4     | 85 a 89 | 4     |
| 0     | 80 a 84 | 16    |
| 20    | 75 a 79 | 12    |
| 12    | 70 a 74 | 16    |
| 12    | 65 a 69 | 28    |
| 16    | 60 a 64 | 8     |
| 12    | 55 a 59 | 16    |
| 28    | 50 a 54 | 20    |
| 28    | 45 a 49 | 12    |
| 20    | 40 a 44 | 12    |
| 32    | 35 a 39 | 44    |
| 12    | 30 a 34 | 24    |
| 16    | 25 a 29 | 8     |
| 12    | 20 a 24 | 20    |
| 24    | 15 a 19 | 8     |
| 20    | 10 a 14 | 40    |
| 20    | 5 a 9   | 16    |
| 28    | 0 a 4   | 8     |

## Economia
El 2007 la població en edat de treballar era de 490 persones, 392 eren actives i 98 eren inactives. De les 392 persones actives 377 estaven ocupades (205 homes i 172 dones) i 15 estaven aturades (4 homes i 11 dones). De les 98 persones inactives 38 estaven jubilades, 36 estaven estudiant i 24 estaven classificades com a «altres inactius».

### Ingressos
El 2009 a Cruzilles-lès-Mépillat hi havia 305 unitats fiscals que integraven 844,5 persones, la mediana anual d'ingressos fiscals per persona era de 19.785 €.

### Activitats econòmiques
Dels 16 establiments que hi havia el 2007, 1 era d'una empresa de fabricació d'altres productes industrials, 7 d'empreses de construcció, 2 d'empreses de comerç i reparació d'automòbils, 1 d'una empresa de transport, 1 d'una empresa d'hostatgeria i restauració, 1 d'una empresa financera i 3 d'empreses de serveis.
Dels 5 establiments de servei als particulars que hi havia el 2009, 1 era un paleta, 1 fusteria, 2 lampisteries i 1 electricista.
L'any 2000 a Cruzilles-lès-Mépillat hi havia 30 explotacions agrícoles que ocupaven un total de 684 hectàrees.

## Equipaments sanitaris i escolars
El 2009 hi havia una escola elemental integrada dins d'un grup escolar amb les comunes properes formant una escola dispersa.

## Poblacions més properes
El següent diagrama mostra les poblacions més properes.